# Bernat Garcia i Aparici
Bernat Garcia i Aparici (Carlet, la Ribera Alta, 13 de juny de 1936 - València, 13 de juny de 2020) fou un escriptor valencià.
Va estudiar medicina a la Universitat de València, i s'especialitzà en endocrinologia. Col·laborà habitualment en publicacions com Pensat i Fet, La Veu de Xàtiva i Sicània, i en els diaris Jornada, Levante i Las Provincias. Residí a Albalat dels Sorells, i fou cronista oficial d'aquesta població. En la dècada del 1960 es relacionà amb el cercle d'escriptors valencianistes format al voltant de l'editorial Torre, dirigida per Xavier Casp i Miquel Adlert, on va publicar el seu primer llibre al costat dels d'altres joves autors d'aleshores com Joan Fuster, Vicent Andrés Estellés, Enric Valor, etc. Posteriorment va donar a conéixer alguns títols més de narrativa breu.

## Obres

### Narrativa breu
- Quan les aranyes filen, Ed. Torre, València, 1962
- Tanur, Ed. Sicània, València 1962
- Sisca. Històries d'una nit, Ed. Jesús Huguet, Alberic, 1979
- Caterina, amb dibuixos de Josep Maria Obon Buj i nota introductòria d'Emili Rodríguez-Bernabeu, Ed. Prometeo, València, 1981

### Crònica
- «Albalat dels Sorells a principis del segle xix. Estudi sòcio-econòmic», XVII Assemblea de Cronistes Oficials del Regne de València, 1990.
- «Notes definitives sobre el palau de Mossén Sorell de València», Cronicó del Regne de València, 1990-1992.
- Els Jocs Florals d'Albalat dels Sorells de l'any 1922, Ajuntament d'Albalat dels Sorells, 2002